# Neovaskularni glaukom
Neovaskularni glaukom predstavlja rijedak tip glaukoma kojeg je teško ili gotovo nemoguće liječiti. Ovo stanje je često uzrokovano proliferativnom retinopatijom dijabetičara (PDR) ili okluzijom središnje retinalne vene (CRVO). Također se može pronaći i pod drugim uvjetima koji rezultiraju nedovoljnim priljevom krvi u retinu ili cilijarno tijelo. Pojedinci sa slabom cirkuacijom krvi prema oku imaju visok rizik pojave ovakvog stanja. Neovaskularni glaukom nastaje kada se nove žile pocnu abnormalno razvijati u kutu oka koji počinje blokirati drenažu. Bolesnici s ovakvim stanjem počinju rapidno gubiti vid. Novi tretman za tu bolest, koju je prvi izvijestio Kahook i njegovi kolege, uključuje korištenje nove skupine lijekova poznatih kao Anti-VEGF agensi. Ovi injektivni lijekovi mogu voditi do dramatičnog smanjenja stvaranja novih žila, a ako se dovoljno rano ubrizgava u začetku bolesti, može dovesti do normalizacije intraokularnog pritiska.
|  | Molimo pročitajte upozorenje o korištenju medicinskih informacija. Ne provodite liječenje bez savjetovanja s liječnikom! |